# Ernest Givins
Ernest Pastell Givins Jr. (St. Petersburg, 3 settembre 1964) è un ex giocatore di football americano statunitense che ha militato nel ruolo di wide receiver nella National Football League (NFL).

## Carriera
Givins fu scelto dai Houston Oilers nel corso del secondo giro (34º assoluto) del Draft NFL 1986 e giocò come professionista dal 1986 al 1995.
Nel corso della sua stagione da rookie, nella settimana 9 contro i Miami Dolphins, Givins si infortunò dopo avere ricevuto un colpo al collo, venendo portato fuori dal campo in barella. Saltò però solo una partita e tornò in campo nella settimana 11 contro i Pittsburgh Steelers.
Giving fu convocato per due Pro Bowl nel 1990 e nel 1992, giocando la maggior parte della carriera con gli Oilers, ricevendo i passaggi dal quarterback Warren Moon, accanto agli altri ricevitori Curtis Duncan, Haywood Jeffires e Drew Hill nell'attacco degli Oilers "run and shoot".  Givins era noto anche per la sua esultanza dopo i touchdown chiamata "Electric Slide." Dopo nove stagioni a Houston, passò un'ultima annata con i neonati Jacksonville Jaguars. È ancora il leader di tutti i tempi degli Oilers/Titans per yard ricevute in carriera (7.935) e per ricezioni in carriera (542).

## Palmarès
- Convocazioni al Pro Bowl: 2

1990, 1992
- All-Pro: 1

1990
- PFWA All-Rookie Team - 1986